# Alexandre Louis Auguste de Rohan-Chabot

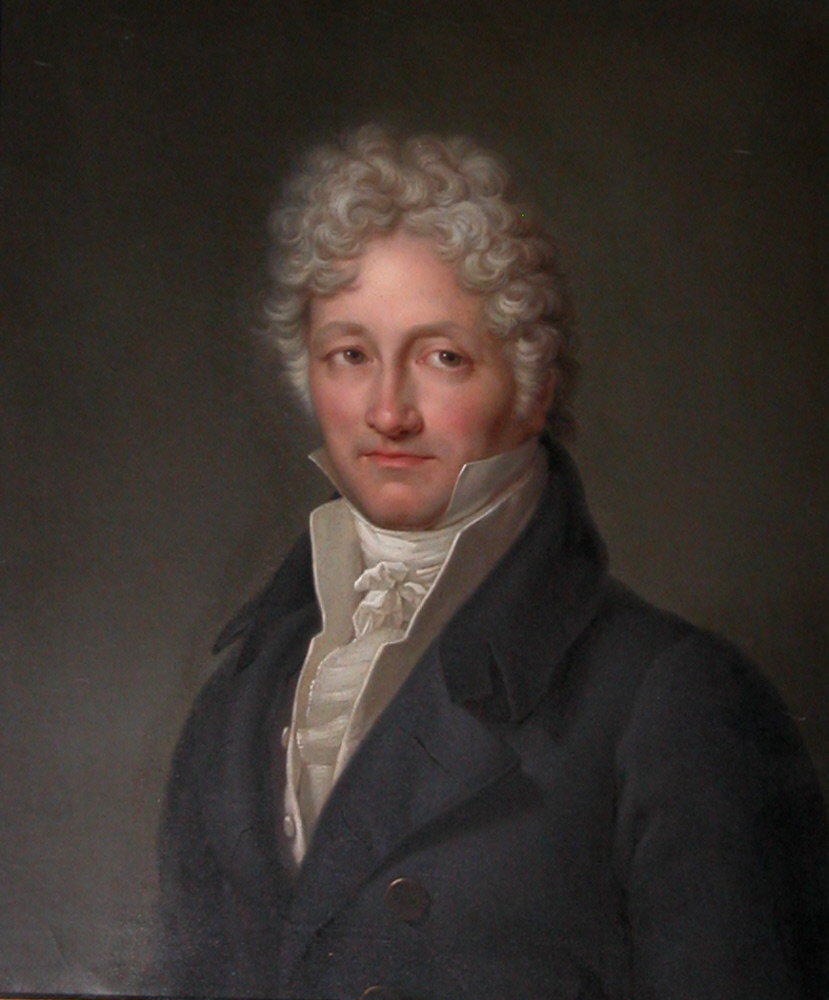
Porträt des 6. Duc de Rohan, Anonym, um 1810, National Trust, Ickworth House

Alexandre Louis Auguste de Rohan-Chabot (* 3. Dezember 1761 in Paris; † 8. Februar 1816 ebenda) aus der Familie Rohan-Chabot war Comte de Chabot, dann 9. Prince de Léon, 6. Duc de Rohan (1807), Comte de Porhoët, Premier Gentilhomme de la Chambre du Roi Ludwigs XVIII. und erblicher Pair de France.

## Leben
Alexandre Louis Auguste de Rohan-Chabot ist der Sohn von Louis-Antoine de Rohan-Chabot, dem 5. Duc de Rohan, und dessen ersten Frau, Elisabeth Louise de La Rochefoucauld. Er schlug eine militärische Laufbahn ein und trat im Alter von 15 Jahren als Cadet-Gentilhomme in das Régiment de Jarnac dragons ein. Im Jahr 1777 wurde er zum Lieutenant und 1779 zum Capitaine befördert. 1785 war er Colonel en Second des Régiment d’Artois infanterie, 1788 Colonel des Régiment Royal-Piémont cavalerie.
1790 folgte er dem Comte d’Artois ins Exil und diente ihm als Adjutant, bevor er in der Armee der Emigranten eintrat. Ende 1794 befand er sich mit den französischen Emigranten auf Jersey. Im Jahr 1800 kehrte er heimlich nach Frankreich zurück. Er wurde von der Polizei des Konsulats verhaftet, aber auf Intervention von Joseph Fouché freigelassen. Im Gegensatz zu seinen Söhnen blieb er während des Ersten Kaiserreichs außen vor.
Mit dem Tod seines Vaters 1807 wurde er der 6. Duc de Rohan. Sein ältester Sohn nahm daraufhin den Titel Prince de Léon an. Im November 1814 gelang es ihm, die Schlösser von Josselin und Pontivy zurückzukaufen, die sein Vater 1802 hatte verkaufen müssen. Während der ersten Restauration wurde er am 4. Juni 1814 von Ludwig XVIII. zum Pair de France aus Lebenszeit gemacht, am 19. August 1815 zum erblichen Pair. Im März 1815 wurde er vom Ludwig XVIII. zum Premier Gentilhomme de la Chambre du Roi ernannt; er folgte ihm während der Herrschaft der Hundert Tage  (März bis Juli 1815) nach Gent.
Nachdem er mit dem König nach Paris zurückgekehrt war, wurde er durch eine Verordnung vom 19. August 1815 zum erblichen Pair de France ernannt. Sechs Monate später, am 8. Februar 1816, starb er nach kurzer Krankheit im Alter von 55 Jahren in Paris. Bei seinem Tod wurde das Anwesen La Roche-Guyon unter seinen sechs Kindern aufgeteilt. Das Schloss, der Park und ein Teil der Ländereien fielen an seinen ältesten Sohn, den späteren Kardinal Louis-François-Auguste de Rohan-Chabot, der ihm als 8. Duc de Rohan nachfolgte.

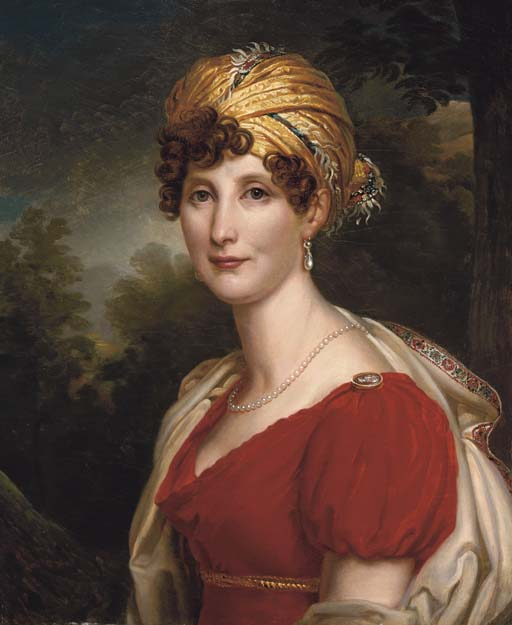
Porträt von Anne Louise Élisabeth de Montmorency, Duchesse de Rohan, François Gérard und Werkstatt, 19. Jahrhundert

## Ehe und Nachkommen
Er heiratete am 20. Juni 1785 in Paris Anne Louise Élisabeth de Montmorency (* 1771/72; † 20. November 1828 in Paris), Tochter von Anne Léon II. de Montmorency-Fosseux, Duc de Montmorency, und Charlotte Anne Françoise de Montmorency-Luxembourg, Duchesse de Beaufort, seiner zweiten Ehefrau. Aus der Ehe gingen sieben Kinder hervor:
- Louis François Auguste (* 29. Februar 1788 in Paris; † 8. Februar 1833 in Besançon), 15. August 1810 Comte de l’Empire, 1816 Duc de Rohan, Prince de Léon, 31. August 1816 erblicher Duc-Pair, 1822 Priester, 1828 Elekt von Auch und Erzbischof von Besançon, 1830 Kardinal; ⚭ 2. Mai 1808 Marie Georgine Armandine de Sérent (* 1789; † 10. Januar 1815), Erbtochter von Armand Sigismond Felicité Marie Comte de Sérent und Charlotte de Choiseul d’Esguilly
- Anne Louis Fernand (* 14. Oktober 1789 in Paris; † 10. September 1869 auf Schloss Reuil bei La Ferté-sous-Jouarre) 8. Duc de Rohan, 11. Prince de Léon, Comte de Porhoët, 1828 Maréchal de camp; ⚭ 19. Mai 1817[5] Joséphine Françoise de Gontaut-Biron (* 9. Oktober 1790; † 23. März 1844), Tochter von Charles Michel de Gontaut-Biron, Vicomte de Saint-Blancart, und Marie-Joséphine-Louise de Montaut-Navailles , Gouvernante der königlichen Kinder Frankreichs, 1826 Duchesse de Gontaut
- Louise Anne (* 13. März 1791 in Brüssel; † 28. April 1795 in London)
- Adélaïde (Adèle) Henriette Antoinette Stéphanie (* 24. November 1793 in Brüssel; † 24. Februar 1869 in Paris); ⚭ 24. November 1812 in Paris Aimé-Charles-Zacharie-Élisabeth de Gontaut-Biron, Marquis de Gontaut († 14. Februar 1840), und Marie Joséphine Palerne
- Marie Charlotte Léontine (* 1796[6] in London; † 15. März 1841[7] in Paris); ⚭ 19. Mai 1817 Marie Antoine Camille Ernest Marquis de Lambertye, Marquis de Gerbeviller;
- Anne Louise Zoë Emma Clémentine (* 21. Januar 1800 in Münster; † 28. Januar 1853); ⚭ Januar 1822 Comte François-de-Sales Marie Joseph, Comte d’Estournel († 13. Dezember 1853)
- Louis Charles Philippe Henri Gérard (* 26. März 1806 auf Schloss La Roche-Guyon; † 7. Januar 1872 in Poitiers), Comte de Chabot; ⚭ 10. November 1831 Marie Caroline Raymond Sidonie de Biencourt (* 7. August 1810; † 3. Oktober 1878), Tochter von Armand François Marie, Marquis de Biencourt, und Sidonie Flavie Eulalie de Las Cases-Beauvoir